# Téti járás
A Téti járás Győr-Moson-Sopron vármegyéhez tartozó járás Magyarországon, amely 2013-ban jött létre. Székhelye Tét. Egy város (Tét) és 13 község tartozik hozzá.

## Története
A Téti járás a járások 1983-as megszüntetése előtt is létezett, ezen a néven az 1950-es járásrendezés óta, és 1954-ben szűnt meg. 1950-ig Sokoróaljai járás volt a neve, székhelye az állandó járási székhelyek kijelölése (1886) óta végig Tét volt. Az 1950-es megyerendezés előtt Győr-Moson megyéhez, 1945-ig Győr, Moson és Pozsony, 1923 előtt pedig Győr vármegyéhez tartozott.

## Települései
| Település       | Címer | Rang                    | Körjegyzőség székhelye | Népesség (2015. január 1.) | Terület (km²) | Lakások száma (db) |
| --------------- | ----- | ----------------------- | ---------------------- | -------------------------- | ------------- | ------------------ |
| Tét             |       | város (járási székhely) | Tét                    | 4 020                      | 56,35         | 1 483              |
| Árpás           |       | község                  | Gyarmat                | 273                        | 14,27         | 129                |
| Csikvánd        |       | község                  | Gyömöre                | 462                        | 14,53         | 229                |
| Felpéc          |       | község                  | Gyömöre                | 852                        | 22,47         | 364                |
| Gyarmat         |       | község                  | Gyarmat                | 1 290                      | 22,45         | 565                |
| Gyömöre         |       | község                  | Gyömöre                | 1 206                      | 20,49         | 514                |
| Győrszemere     |       | község                  | -                      | 3 279                      | 33,1          | 1 168              |
| Kisbabot        |       | község                  | Tét                    | 221                        | 6,1           | 107                |
| Mérges          |       | község                  | Tét                    | 85                         | 6,51          | 53                 |
| Mórichida       |       | község                  | Gyarmat                | 814                        | 32,3          | 355                |
| Rábacsécsény    |       | község                  | Tét                    | 576                        | 15,68         | 245                |
| Rábaszentmihály |       | község                  | Tét                    | 485                        | 10,97         | 199                |
| Rábaszentmiklós |       | község                  | Gyarmat                | 140                        | 5,01          | 65                 |
| Szerecseny      |       | község                  | Gyömöre                | 784                        | 12,39         | 366                |

## Látnivalók
A járás települései számos látnivalóval szolgálnak az idelátogató számára. Szállási lehetőség főként Téten, a Kisfaludy Panzióban, de a több településen is található. Látogasson el ön is Sokoróalja településeire.

### Épített örökség
Több száz éves szőlőhegyek pincéi és présházai, műemléki templomok és egykori nemesi családok kastélyai tekinthetők meg a járás településein.

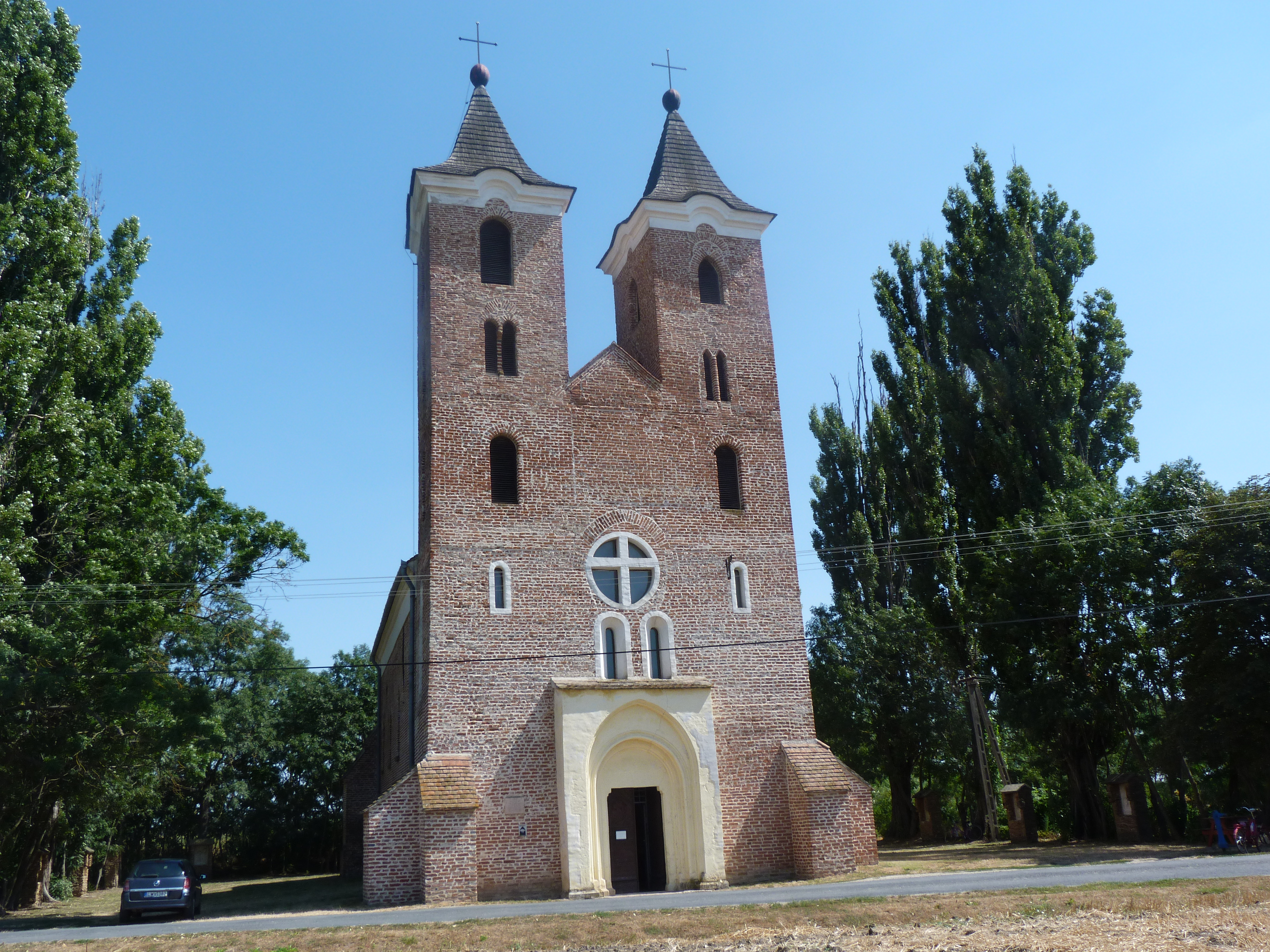
Árpád-kori Szent Jakab templom (Árpás-Mórichida)
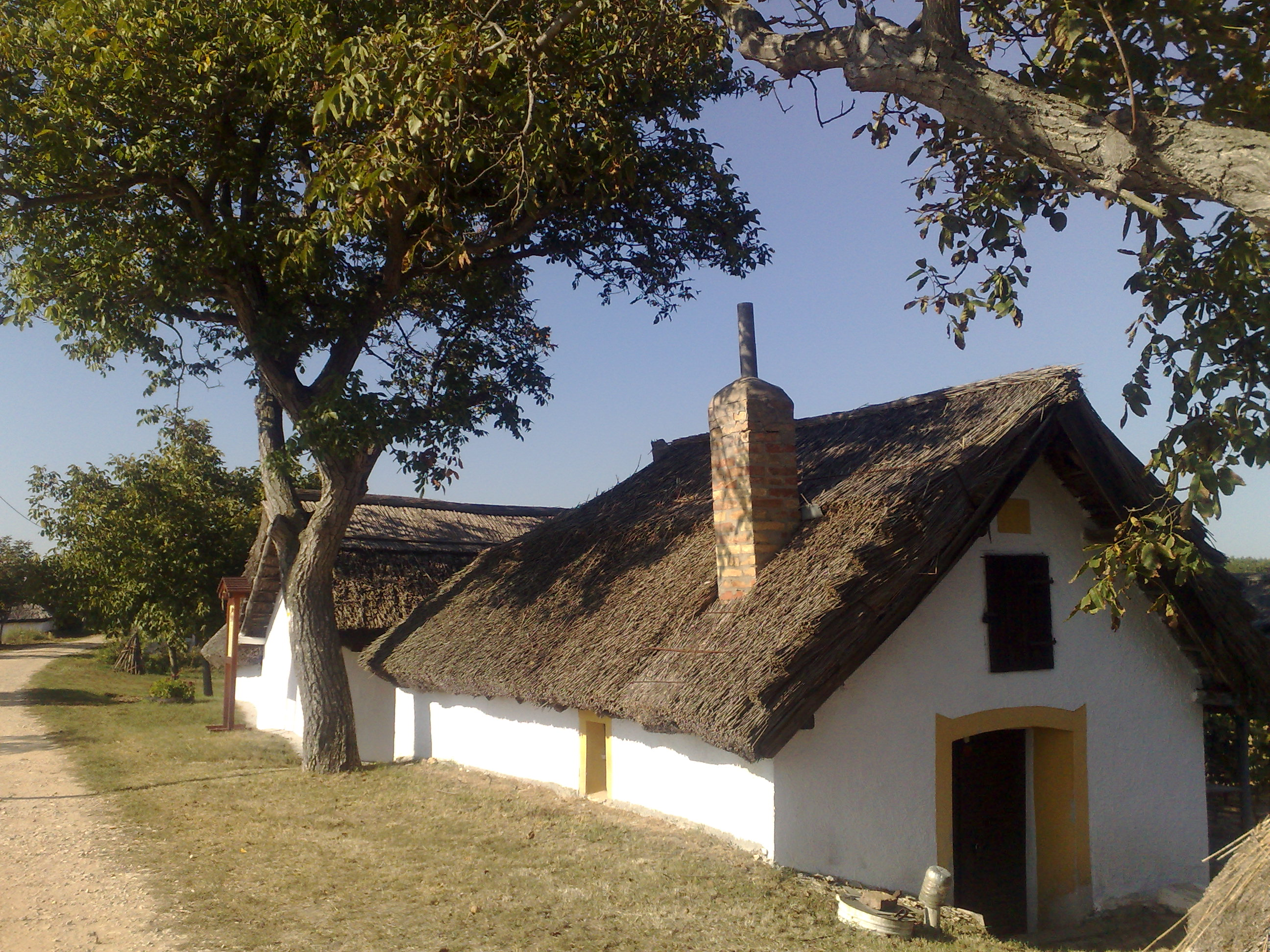
Pincesor és présházak (Csikvánd)
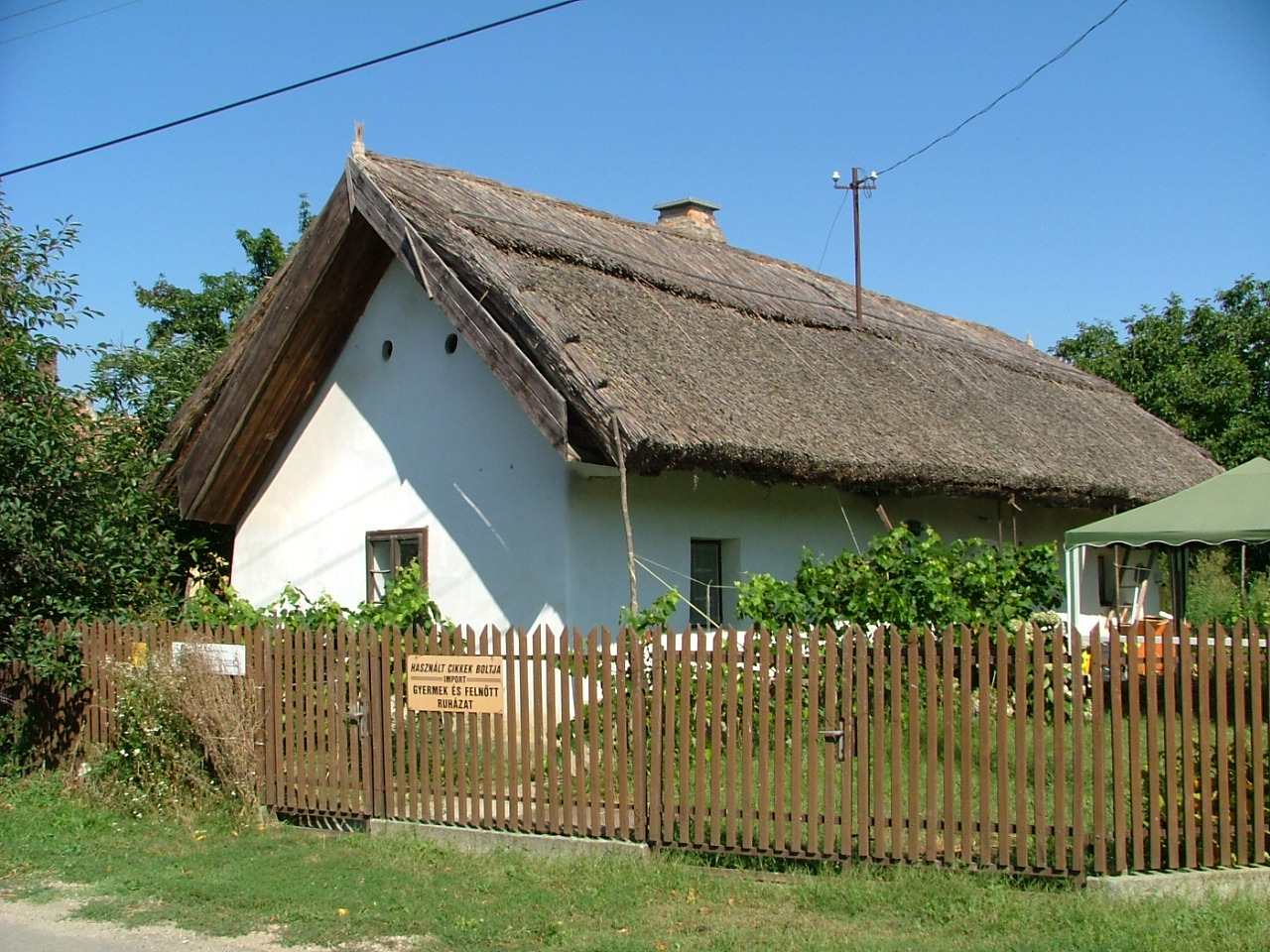
Felújított parasztház (Kisbabot)
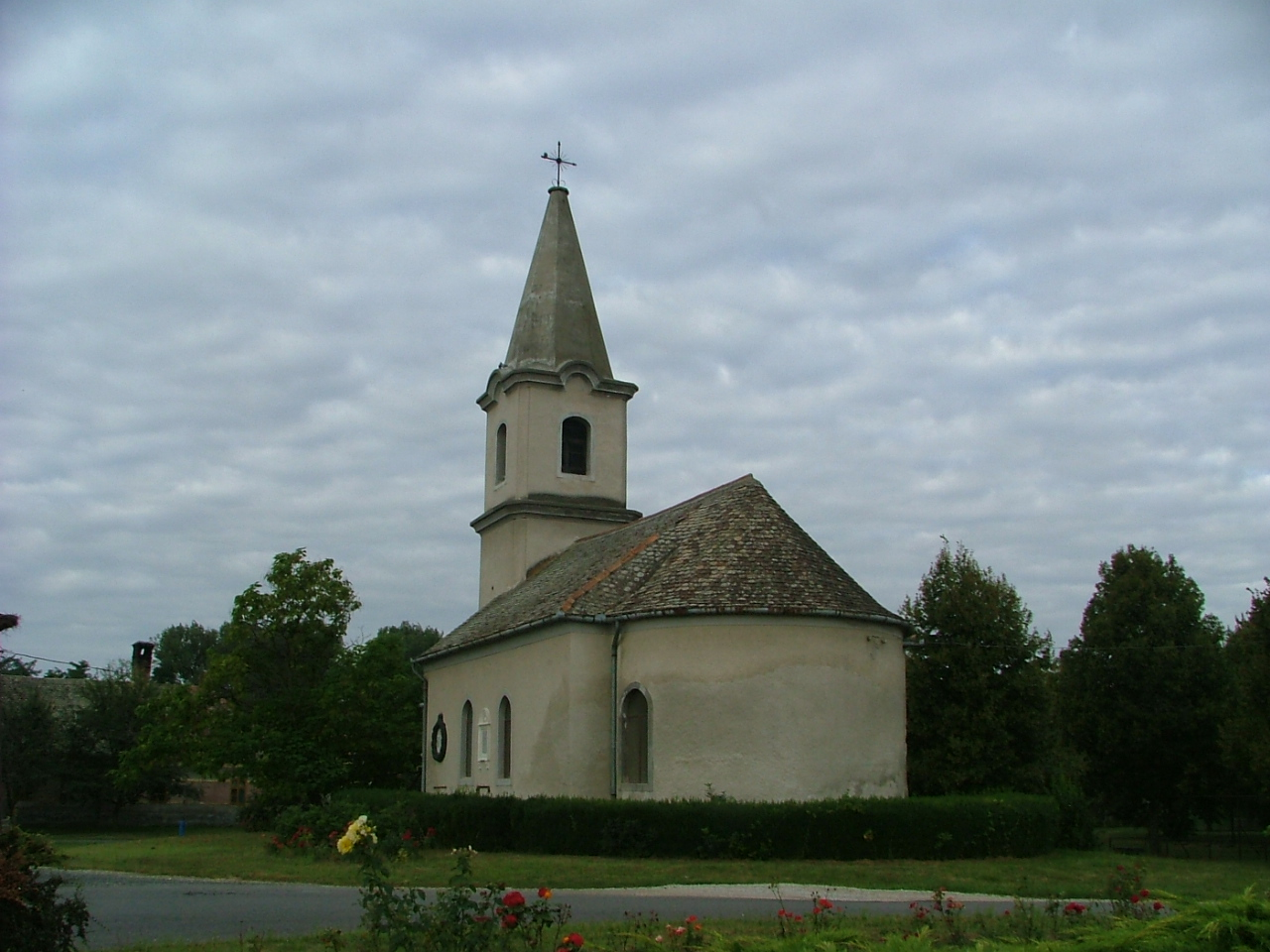
Evangélikus templom (Mérges)
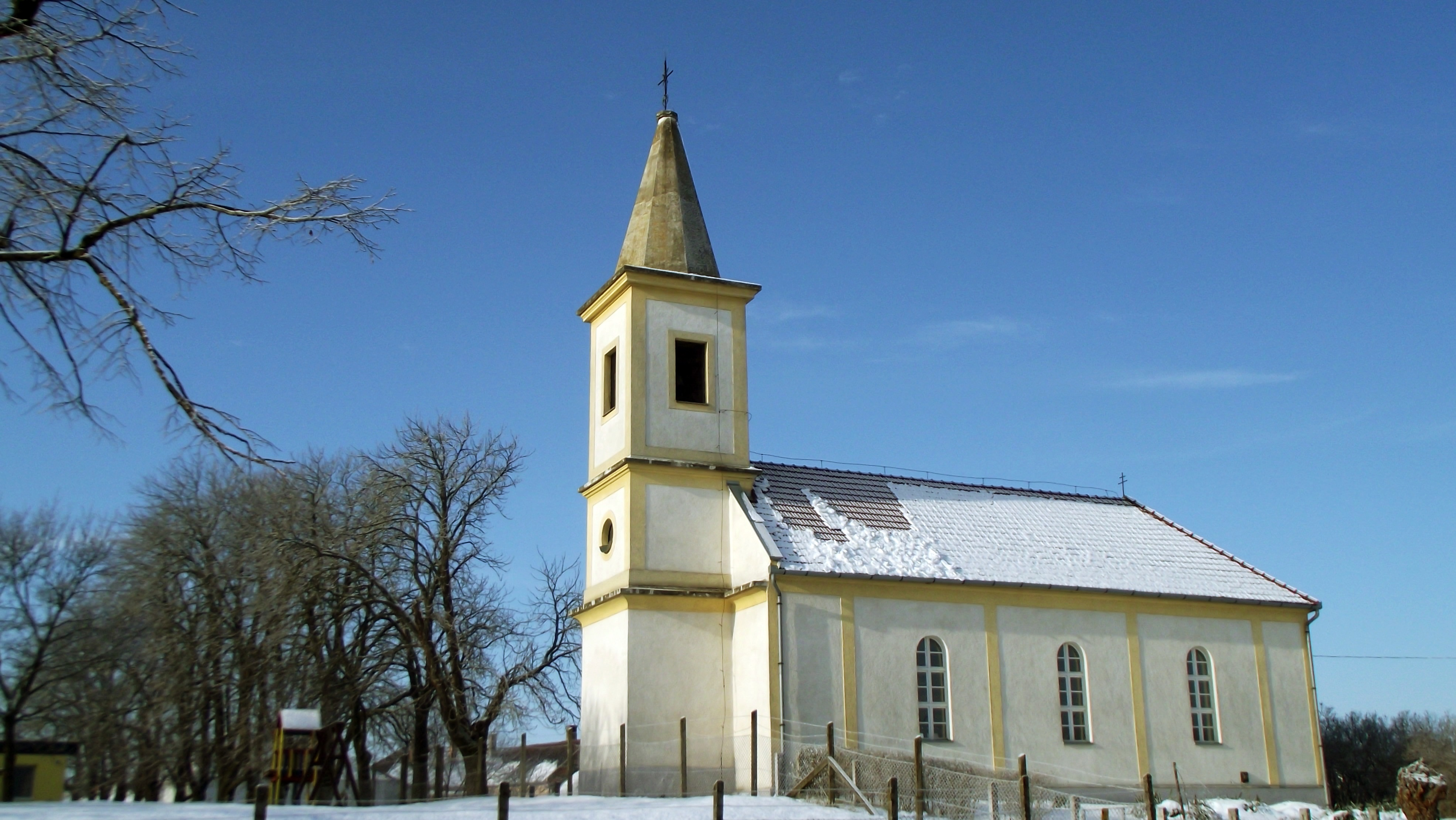
Evangélikus templom (Mórichida)
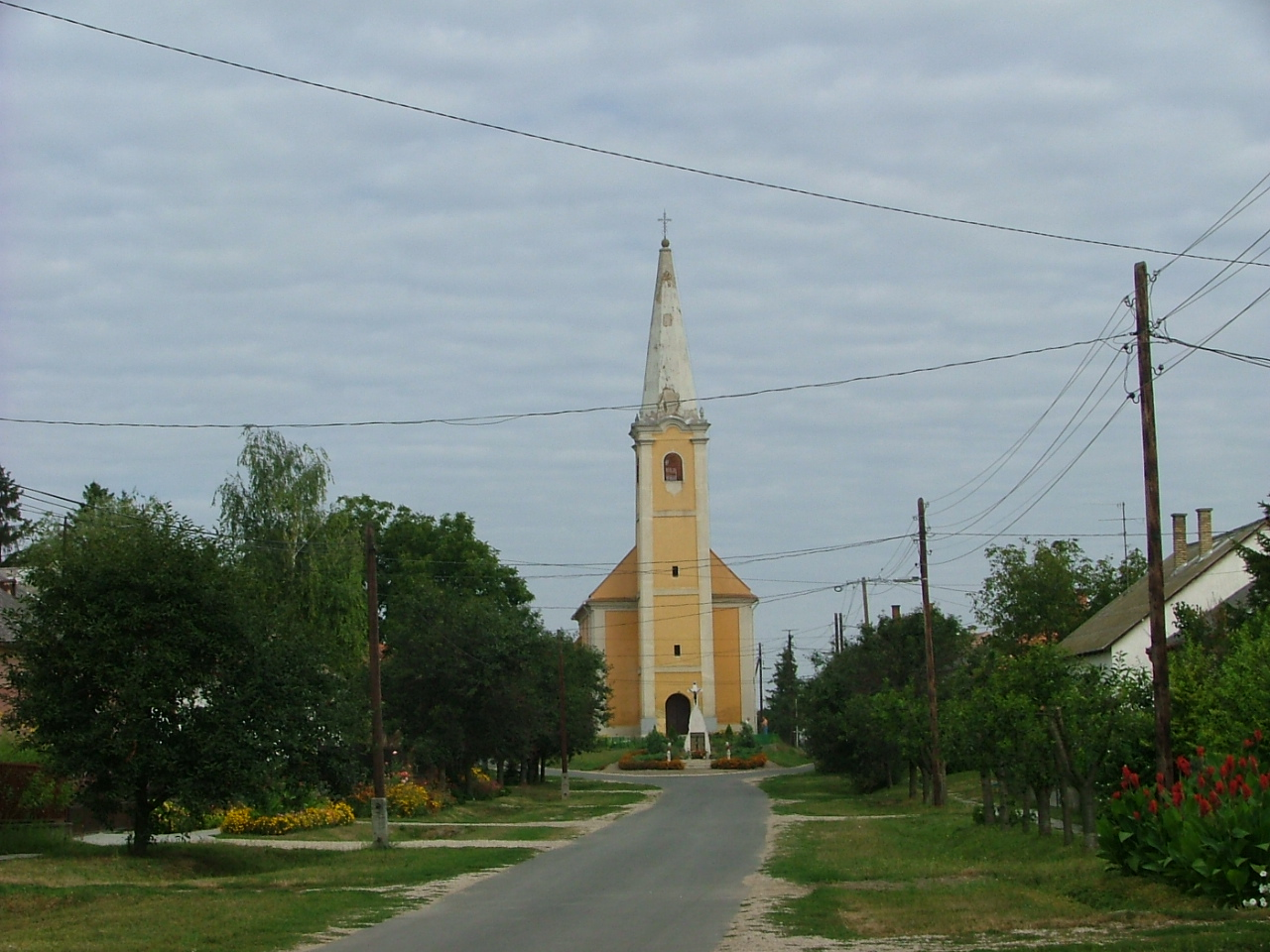
Szent Mihály római katolikus templom (Rábaszentmihály)
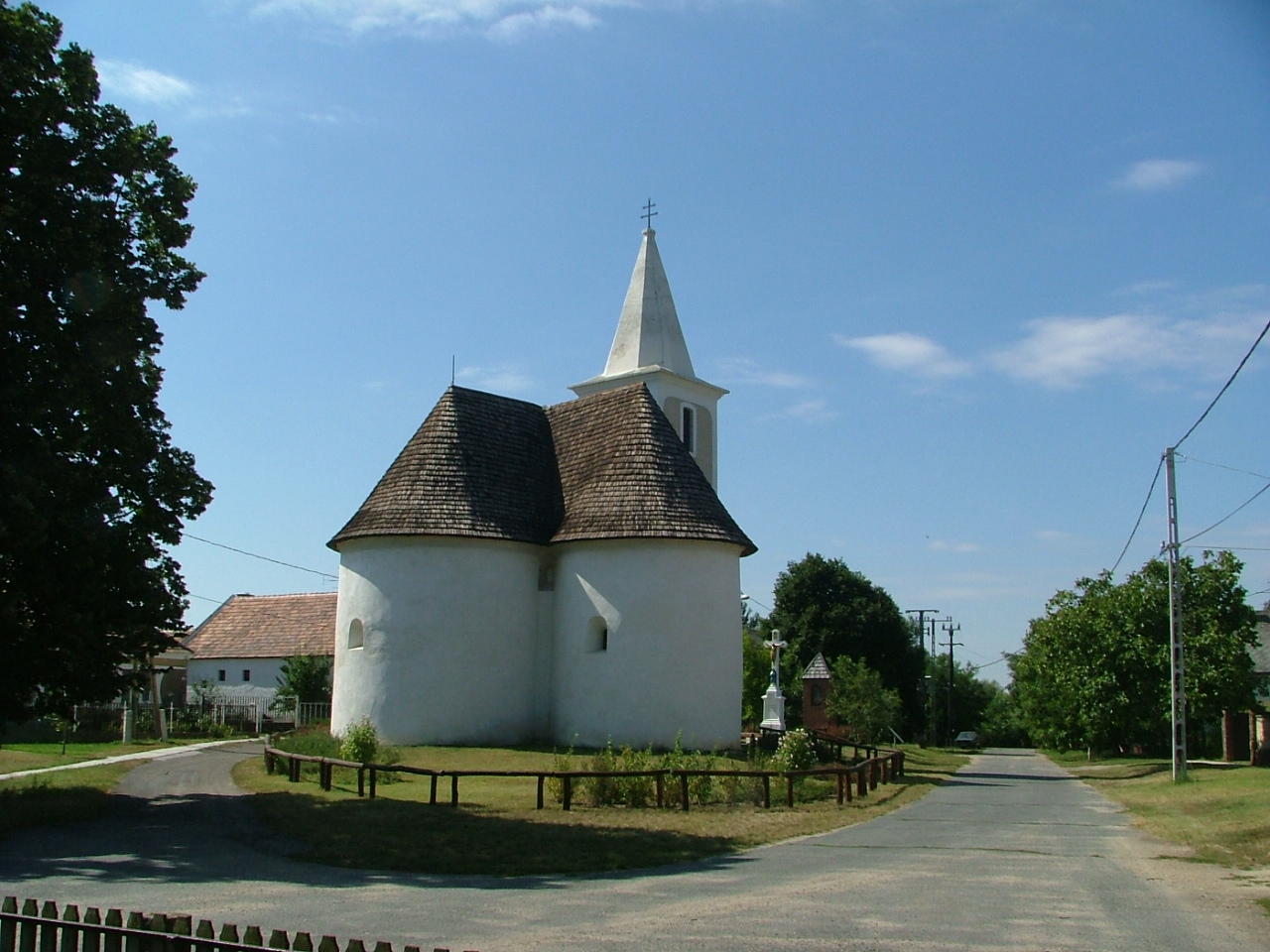
Árpád-kori Szent Miklós-körtemplom (Rábaszentmiklós)
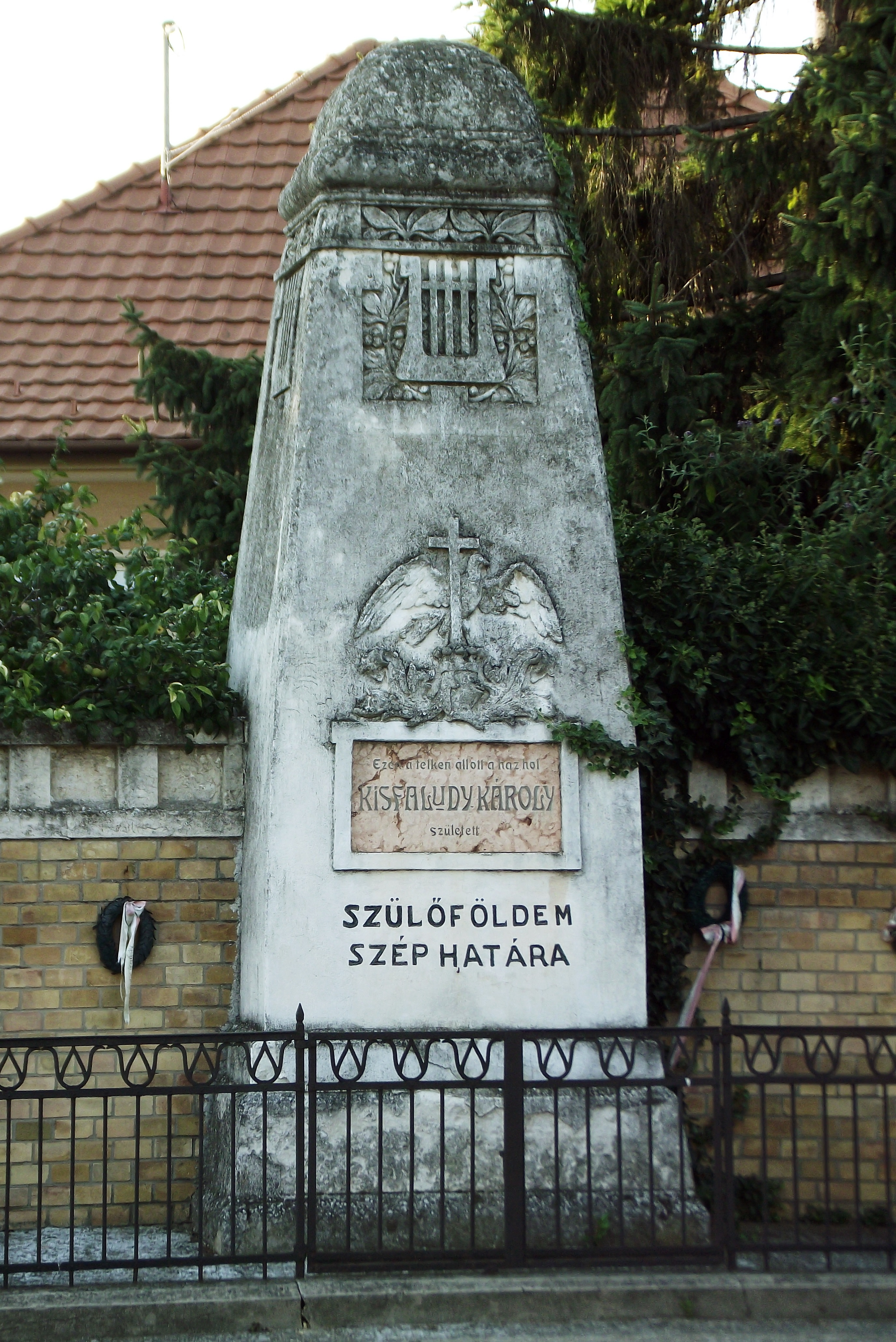
Kisfaludy emlékmű (Tét)
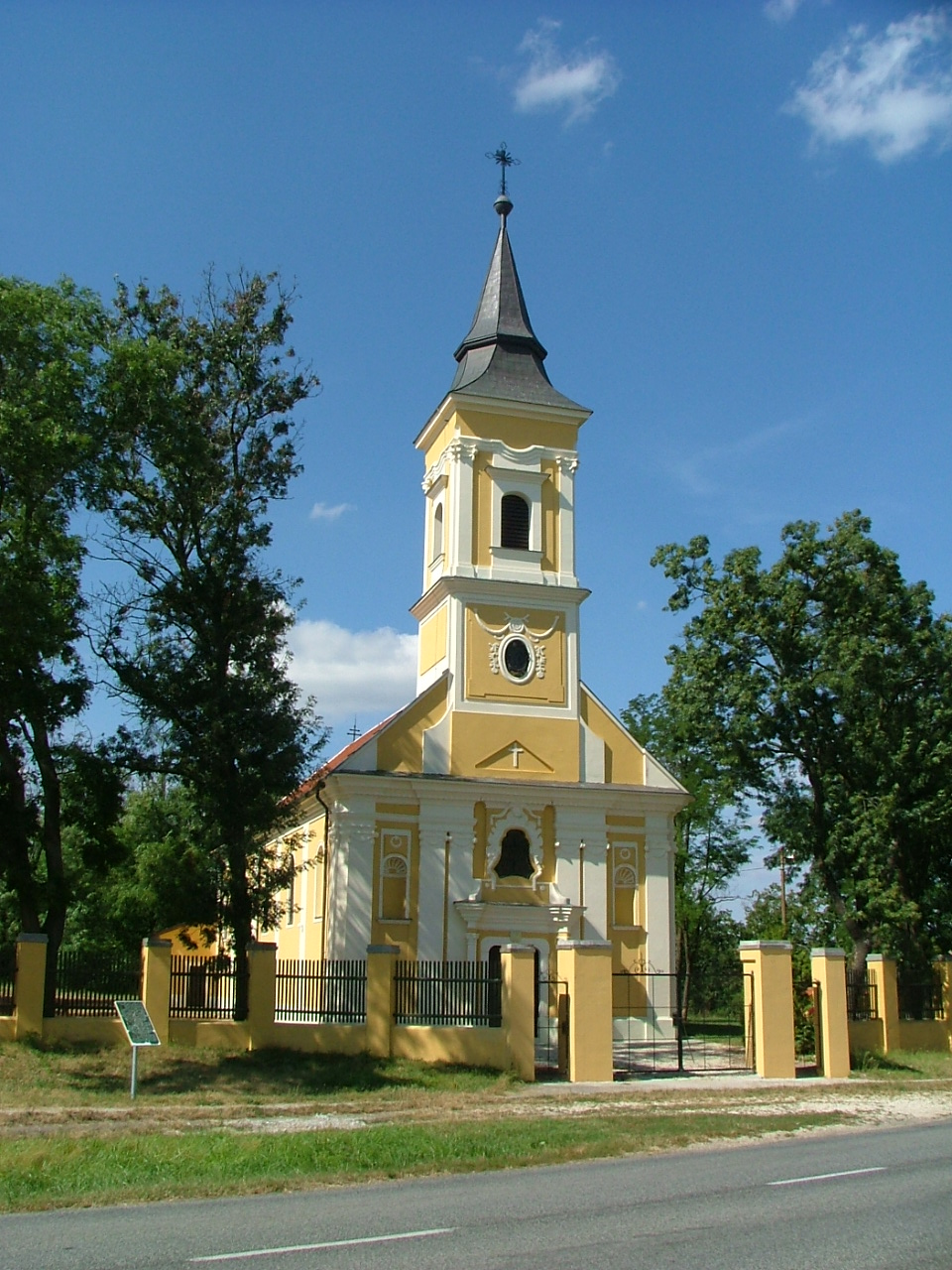
Páduai Szent Antal templom (Tét-Tétszentkút)

### Természet
A járás a Kisalföld sík vidéke és a Sokorói dombság határán helyezkedik el. Túraútvonalakon járva felfedezhetőek a járás nevezetességei és természeti értékei. A Rába és Marcal folyók vízi túrázásra alkalmasak, több településnél is van lehetőség megpihenni. A Rába és Marcal mellett számos kis patak és ér is behálózza a járás területét. Horgászási lehetőség a folyóvizek mellett horgásztavaknál is megtalálható.

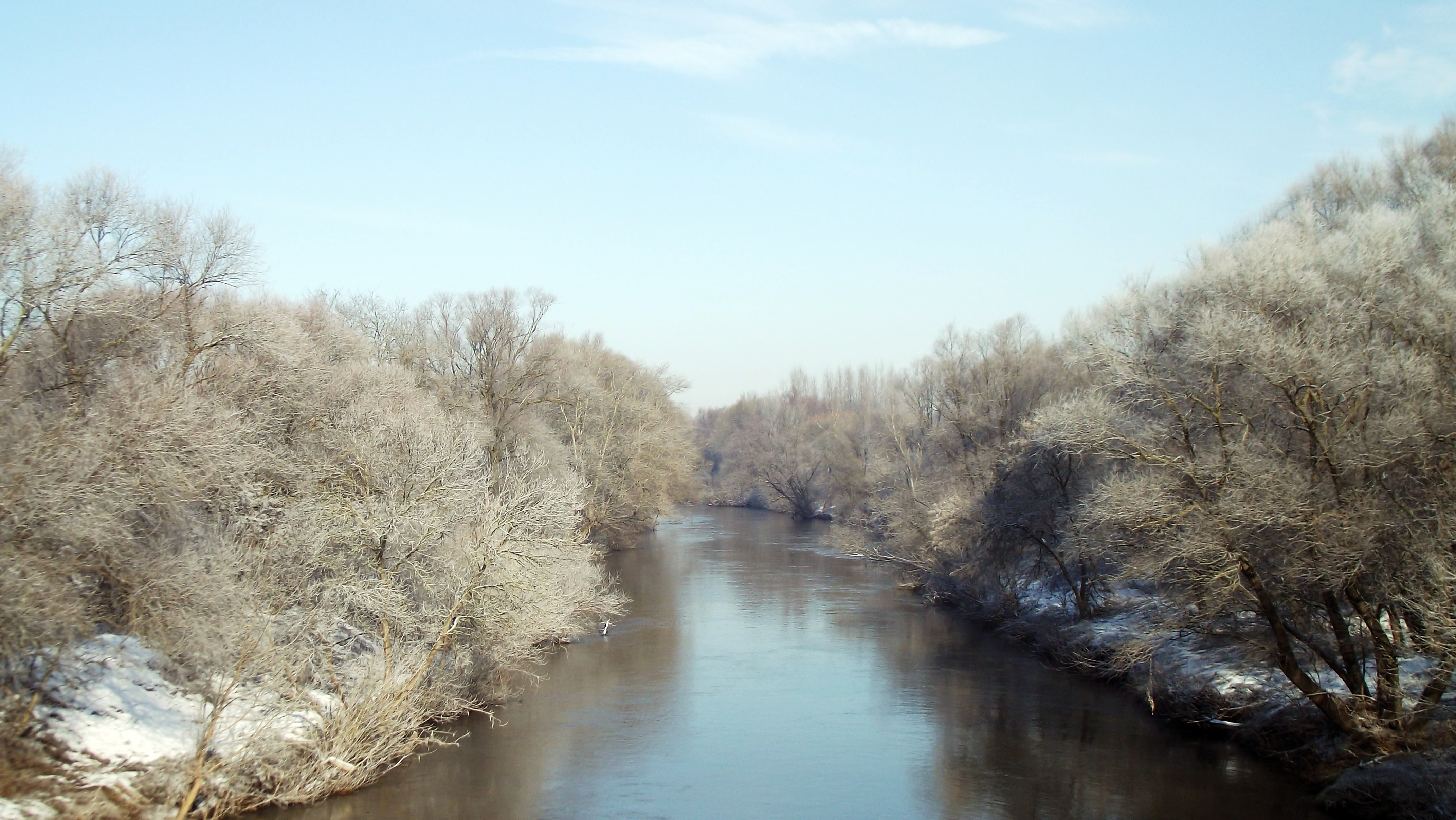
Rába
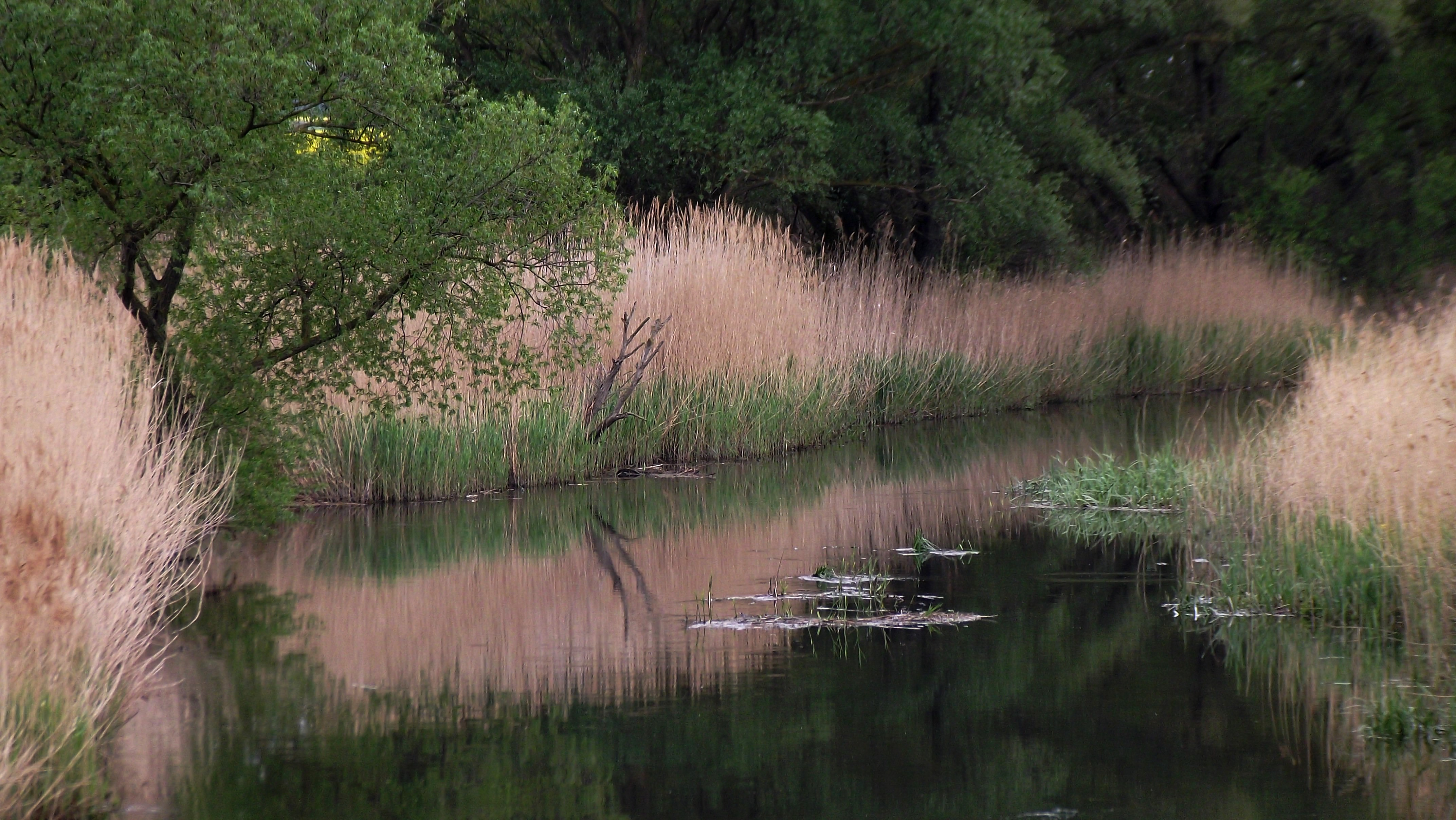
Marcal
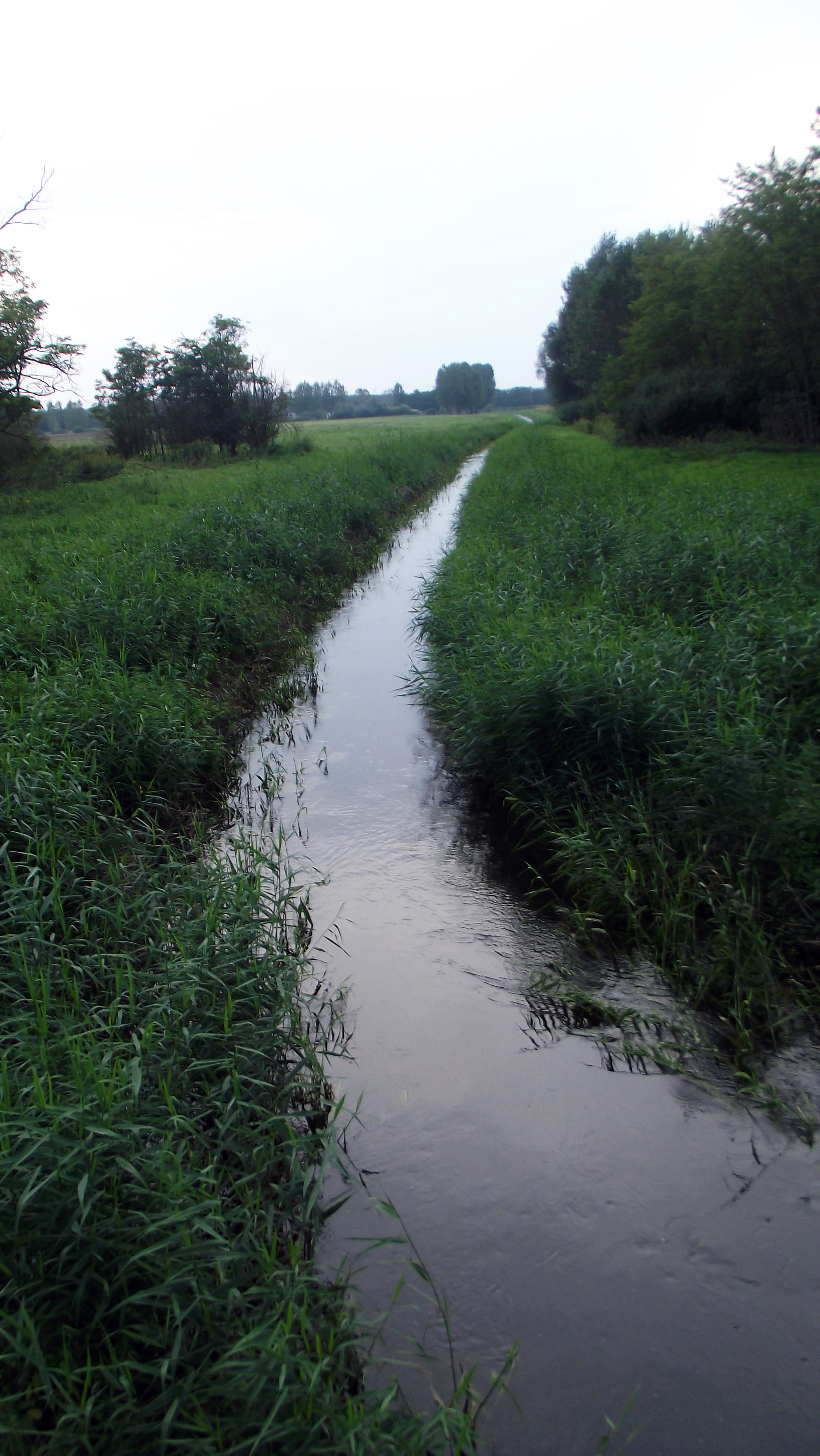
Csángota-ér
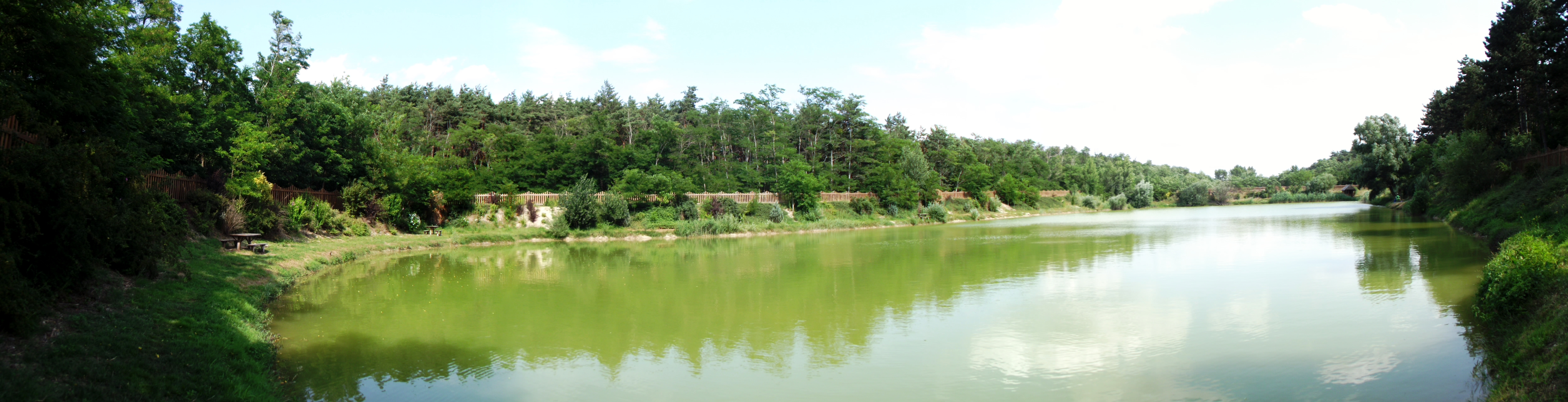
Kaszalapi-tó (Marcalmenti Horgászeggyesület Mórichida)